# Bartók László (színművész)
Bartók László (Várpalota, 1955. január 30. –) Radnóti-díjas magyar előadóművész, színész, televíziós szerkesztő, műsorvezető, művészi-beszéd oktató.

## Életpályája
Várpalotán született, 1955. január 30-án. 1983-ban a Budapesti Műszaki Egyetem Gépészmérnöki karán géptervező, szerkesztő szakon diplomázott. Később előadóművészi, színészi és televíziós szerkesztő-műsorvezetői képesítést szerzett.
A Szombathelyi Versmondó Stúdiónak alapítója és 12 évig vezetője volt.
A Versmondó Stúdióról és tanítványairól mesélte:

„…azokra vagyok a legbüszkébb, akik nem lettek színészek, de versszerető szülőként továbbadják gyerekeiknek ezt a szemléletet. Persze sokan vannak közülük a pályán volt stúdiósok vagy Kárpát-medencei
versmondótáborosok, hiszen több mint száz versmondótáborban okítottam a versmondás művészetét…Tibi,(Fekete Ernő) a Katona József Színház vezető színésze, nagyon büszke vagyok rá, Skovrán Tünde már Hollywoodban színészkedik, Al Pacino iskoláját végezte el nemrég, de említhetném Gosztola Adélt, a vajdasági Elor Eminát, de még Pintér Tibort is, akinek kisgyerekkorában én meséltem a lovaglás szépségéről. Mára övé az egyetlen Lovas Színház az országban…”

Színészként a Szombathelyi Ifjúsági Színház tagja és Szombathelyi Színházalapító Társaság alelnöke volt. 

„Abban az időszakban érezni lehetett, hogy itt mindenki színházat akar. Erről beszéltek az emberek a piacon, hentesnél, zöldségesnél. Ez pontosan annak köszönhető, hogy a tudomány és művészet minden területéről voltak tagjaink… többek között Markó Iván, Schwajda György, Gál Ferusz József is csatlakozott hozzánk… De rajtuk kívül is, sok iskolában működött színjátszó csoport, szívügye volt a tanároknak… a színház léte mindennapos téma volt…Kiss József és én is éveket szántunk rá az életünkből, hogy Szombathelynek igazi színháza legyen. A társaság elnöke pedig Dr. Cholnoky Péter professzor volt. Ami most a Weöres Színház, az nem az, amire mi gondoltunk… nem tekintem lezártnak a színház kérdését Szombathelyen.”

A vajdasági Szép Szó versmondó műhely alapítója, a Magyar Versmondók Egyesületének alelnöke. Színészként 1997-ben játszott a Marosvásárhelyi Nemzeti Színházban, 1998-ban a Szabadkai Népszínházban, illetve a Békéscsabai Jókai Színházban is. 1987-től a Szombathelyi Városi Televíziónak és 1992-től a Duna Televíziónak is alapító munkatársa volt. Bemondóként, majd szerkesztő-műsorvezetőként dolgozott a Duna Televíziónál. Itt, például a Kalliopé dalnokai című sorozatot szerkesztette és vezette. Szakmai lapokban is gyakran publikál, Nemzetközi Törzsasztal címen riportsorozatot is készített. Vendégfellépőként járt Szlovéniában, Erdélyben, a Vajdaságban, Felvidéken és Németországban is. 

„Döbörhegyen…polgármester voltam négy évig - ezalatt megújult a falu temploma.”

Szabadúszó színész, szinkronizál és rendezéssel is foglalkozik, valamint művészi-beszédet is tanít. Élete fontos része
a sport, korábban vívott, öttusázott, teniszezett, triatlonozott, még kaszkadőrként is dolgozott.

## Magánélete
Felesége: Kalocsai Andrea előadóművész, színésznő, műsorvezető. Kislányuk: Borbála. Első házasságából született fia: Bartók Zoltán televíziós szerkesztő-riporter, a Zenebutik csatorna producere.

## Fontosabb színházi szerepei
- Charles Dickens – Ditzendy Attila: Az árva Twist Olivér... Tigris Brown
- John Steinbeck: Egerek és emberek... Slim
- John Fowles: A lepkegyűjtő... Ferdinánd
- Szigligeti Ede: Liliomfi... Liliomfi
- Csiky Gergely: A nagymama... János
- Sík Sándor: István király... Orseolo Péter
- Molnár Ferenc: Olympia... Kovács huszárkapitány
- Márk evangéliuma... Farizeus

## Önálló estjeiből
- Ady Endre, Karinthy Frigyes és Radnóti Miklós műveiből
- Eső cseppek (Fészek Művészklub, 1998)

## Rendezéseiből
- Weöres Sándor: Psyché (2006)

## Filmes, televíziós szerepei
- Polányi passió (1998)
- John Steinbeck: Egerek és emberek  (színházi előadás tv-felvétele)
- Szabadság, szerelem (2006)... Riporter
- Hacktion: Újratöltve (sorozat, 2013) ... Dr. Gyáni
- Captain Alatriste (spanyol kalandtévésorozat, 2015)
- Munkaügyek (sorozat, 2015, 2016) ... kerekesszékes / Béla
- Ízig-vérig (sorozat, 2019) ... Ferenc
- Jóban Rosszban (sorozat, 2019; 2020) ... Dr. Majoros Kálmán
- Doktor Balaton (sorozat, 2022) ... Kovács Tamás